# Priolepis compita
Priolepis compita är en fiskart som beskrevs av Winterbottom, 1985. Priolepis compita ingår i släktet Priolepis och familjen smörbultsfiskar. Inga underarter finns listade i Catalogue of Life.